# 阿尔伯特·莱奥·施拉格特

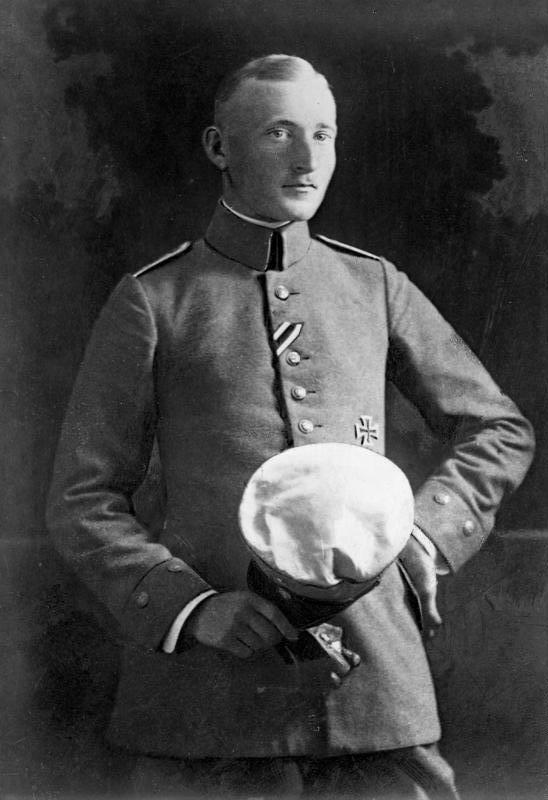
阿尔伯特·莱奥·施拉格特

阿尔伯特·莱奥·施拉格特（Albert Leo Schlageter，1894年8月12日—1923年5月26日）是一位德国军官，在第一次世界大战后加入德國自由軍團。
1923年，法国占领鲁尔，施拉格特随后带领一支民族主义者武裝对占领军展开破坏行动。这支武裝曾成功令多列火车脱轨。1923年4月7日，法方得到了有关施拉格特及其行动的情报，施拉格特于次日被捕。1923年5月7日，施拉格特被军事法庭判处死刑。5月26日早上，他在杜塞尔多夫附近被行刑队枪决。德意志民族主義团体纳粹党將其塑造成一位烈士，施拉格特就这样成了納粹德國的民族英雄。
战后，作为去纳粹化的一部分行动，各个施拉格特纪念碑都被同盟国占领军摧毁。位于林格莱的施拉格特纪念碑则一直留存至1977年。